# Roger Bacon
Roger Bacon (Ilchester, Somerset, o. 1214. – Oxford, 11. lipnja 1294.), engleski franjevac, učenjak, teolog i filozof koji je sažeo svoja rana proučavanja na magiju i alkemiju. Zvan doctor mirabilis.

## Životopis
Studirao je matematiku i medicinu u Oxfordu i Parizu. Uz latinski, izvrsno je govorio hebrejski, arapski i grčki, što mu je omogućilo uvid u jezično šaroliku literaturu.
Bio je jedan od pionira srednjovjekovne eksperimentalne znanosti, a osim matematike i astronomije, proučavao je magnetizam i optiku te je otvorio put razvoju optike i uporabi leća. Oko 1250. godine postao je pripadnik franjevačkog reda i okrenuo se znanosti i pokusima. Zbog teoloških učenja oduzeta mu je katedra 1257. godine, nakon čega odlazi u progonstvo u Pariz.
Godine 1277. zatraženo je od njega da izloži svoje filozofske poglede, a potom je osuđen je i zatvoren. Oslobođen je 1292. godine poslije provedenih petnaest godina u tamnici.
Bio je stručnjak u prosudbenoj ili mundanoj astrologiji kojom se nastojalo povezati planetarne cikluse i obrasce sa svjetskim događajima. Osim astrologijom, bavio se i teologijom, matematikom, geografijom, astronomijom, fizikom i alkemijom. Poznato je da je izvodio praktične pokuse, osobito s kovinama i magnetizmom, a otkrio je i barut, neovisno od Kineza.
Pripisuje mu se djelo "Zrcalo alkemije" (Speculum Alchemiae) objavljeno 1597. godine.
U svojim radovima predvidio je izradu lokomotive, automobila, eksploziva, zrakoplova i parobroda.

## Djela
Njegova glavna djela nastala su između 1266. i 1268. godine:
- "Veće djelo" (Opus maius)
- "Manje djelo" (Opus minus)
- "Treće djelo" (Opus tertium)